# Hyacinthe Harmegnies
Hyacinthe Harmegnies (Dour, 30 juli 1892 - Baudour, 28 oktober 1973) was een Belgisch senator en burgemeester.

## Levensloop
Beroepshalve was hij landmeter en vastgoedexpert. In 1921 werd hij verkozen tot gemeenteraadslid van Dour. Van 1922 tot 1944 was hij schepen en vanaf dat jaar was hij burgemeester en bleef dit tot aan zijn dood.
Van 1925 tot 1936 was hij ook provincieraadslid. In 1936 werd hij verkozen tot socialistisch senator voor het arrondissement Bergen-Zinnik en vervulde dit mandaat tot in 1968.
In Dour is er een Cité Hyacinthe Harmegnies en een Avenue Hyacinthe Harmegnies. In Noord-Frankrijk is er een Avenue Hyacinthe Harmegnies. Ook in Wasmes is er een Avenue Hyacinthe Harmegnies.